# PJDS
PJDS is een Belgische band. De afkorting PJDS wordt sinds 2001 gebruikt, voordien trad de groep op en verschenen de albums als Pieter-Jan De Smet.
De groep is vernoemd naar de frontman Pieter-Jan De Smet, die de groep samen met Geoffrey Burton startte nadat ze Humo's Rock Rally finalisten The Lionhearts hadden ontbonden.
In 1993 nemen ze hun eerste cd Antidote op. De plaat wordt geproduceerd door Roland Van Campenhout, die zelf ook op een paar nummers meespeelt. Andere muzikanten die meewerken aan de opnames zijn Serge Bakker, Bart De Nolf, Philippe de Chaffoy en Piet Jorens. De singles Baby's in the world en Fire krijgen veel airplay op zenders als Studio Brussel en Radio 21.
 
Na een druk jaar concertjaar trekt PJ in maart 1994 en in januari 1995 naar China om daar een aantal soloconcerten te spelen. De bestaande band is ondertussen uit elkaar gevallen en PJ en Geoffrey treden nu op als duo. In de zomer van 1995 spelen ze op in aantal Belgische festivals en verder vooral in Zwitserland, Canada en Frankrijk. In augustus 1996 wordt de tweede cd August opgenomen. Samen met coproducer Mike Butcher en drummer Piet Jorens nemen ze August op in een oude schipperskapel in Gent. Wederom wordt het album in België en Nederland erg positief ontvangen. Ook de gelijknamige single wordt weer een radiohit. Daarna wordt het wat stil rond de groep. Pieter-Jan De Smet gaat in de loop der jaren ook weer meer solo optreden. Geoffrey heeft het druk bij Arno.
In 2001 wordt een nieuwe plaat opgenomen, deels thuis, deels in de gerenommeerde ICP studio in Brussel. Het derde album, het eerste als PJDS, Light Sleeper komt uit in januari 2002 op PJDS' eigen label "Beuzak Records". De band bestaat nu uit De Smet en Burton, samen met bassist Mirko Banovic en drummer Frederik Van Den Berghe.

In maart 2003 verschijnt het vierde album Suits You, met daarop 11 songs, wederom op het eigen label BEUZAK Records. En in december 2005 verschijnt bij Beuzak/Kabron de compilatie-cd Away from god and far from the action, met daarop één nieuw nummer (What We Get) en 11 oudere songs uit de 4 eerste platen.

## Discografie (albums)
- Antidote (Play That Beat!, 1993) (als Pieter-Jan De Smet)
- August (Play That Beat!, 1997) (als Pieter-Jan De Smet)
- Light Sleeper (Beuzak, 2001)
- Suits You (Beuzak, 2003)
- Away from God and far from the action (Beuzak, 2005)
- Siren (Beuzak, 2018)
- Extinct Birds (Beuzak, 2023)